# Basilides Barna (festő)
Basilides Barna (Tornalja, 1903. március 2. – Budapest, 1967. február 12.) magyar festő, grafikus, gobelintervező. Basilides Ábris filmrendező, Basilides Sándor festő és Basilides Zoltán filmszínész testvére.

## Élete
Basilides Barna pályája 1920-ban indult, amikor az Országos Magyar Királyi Iparművészeti Iskola grafikai osztályának növendéke lett. 1921–1925 közt tanulmányait a Magyar Képzőművészeti Főiskolán folytatta, ahol mesterei Rudnay Gyula és Bosznay István festőművészek voltak. 1925-től, Olaszországban, Párizsban, Bécsben járt tanulmányúton. 1935-ben, gobelineket tervezett a genfi népszövetségi palota számára. 1939–1940 közt ismét Olaszországba utazott mint ösztöndíjas. 1940–41-ben tagja volt az Országos Magyar Képzőművészeti Társaságnak és a Szolnoki művésztelepnek. Művészeti igazgatója volt a Műbarátnak. Festészetében nincsenek jól elkülöníthető korszakok, stílusváltozások, élete végéig rajzos hangulatú, meseszerű alkotások kerültek ki műterméből. Keresett művész volt az 1940-es években. A második világháború után háttérbe szorult, és az ARTEX nevű külkereskedelmi vállalatnak dolgozott. Képei külföldi megrendelésre készültek. Főleg tájképfestőként ismert.

## Főbb művei
- Szegénylegények (1934)
- Halász, Ádám és Éva, Dózsa, Tél Zsennyén, freskótervek a Népszövetségi Palota magyar terme számára (gobelin, 1935, Genf)
- Pannók, (Galyatető, 1939)
- Történelmi pannók, (1942, Pénzügyminisztérium)
- Szőnyegtervek, Szombathely részére
- Bodrogparti házak, (1959)
- Önarckép, (1964)

## Kiállítások
- 1928, Ernst Múzeum, Budapest közös, Basilides Sándorral, Bernáth Auréllal]
- 1930, Nyugat grafikai kiállítása, * Tamás Galéria, * Munkácsy Céh, *a KÉVE,* Nemzeti Szalon, Budapest, * Ernst Múzeum, Budapest, * Műcsarnok, Budapest
- 1932, XVIII. Velencei biennálé, Velence
- 1939, Műcsarnok, Budapest
- 1942, XXIII. Velencei biennálé, Velence
- 1947, Nemzeti Szalon, Budapest gyűjteményes
- 1966, Ernst Múzeum, Budapest
- 1972, Fáklya Klub Emlékkiállítás

## Díjak
- 1932, Balló Ede-díj
- 1932, XVIII. Velencei Biennálé-nagydíj
- 1935, Brüsszeli Világkiállítás aranyérem
- 1942, Budapest Székesfőváros aranyérme